# 9
9. је била проста година.

## Догађаји

### Септембар
- 9. септембар — Германски поглавар Арминије је нанео тежак пораз римском војсковођи Вару и уништио римску војску од три легије у бици у Теутобуршкој шуми.
- Велики илирски устанак Након гушења Великог илирског устанка, Илирија је подељена на Панонију на северу и Далмацију на југу.

## Рођења
- 17. новембар — Веспазијан, римски цар (у. 79)